# Länsväg 243
Länsväg 243 går sträckan Mo (sydväst om Åtorp) - Degerfors – Karlskoga – Nora, i Örebro län.
Den ansluter till:
- Länsväg 204
- Länsväg 205
- E18
- Länsväg 244